# Gophernatter

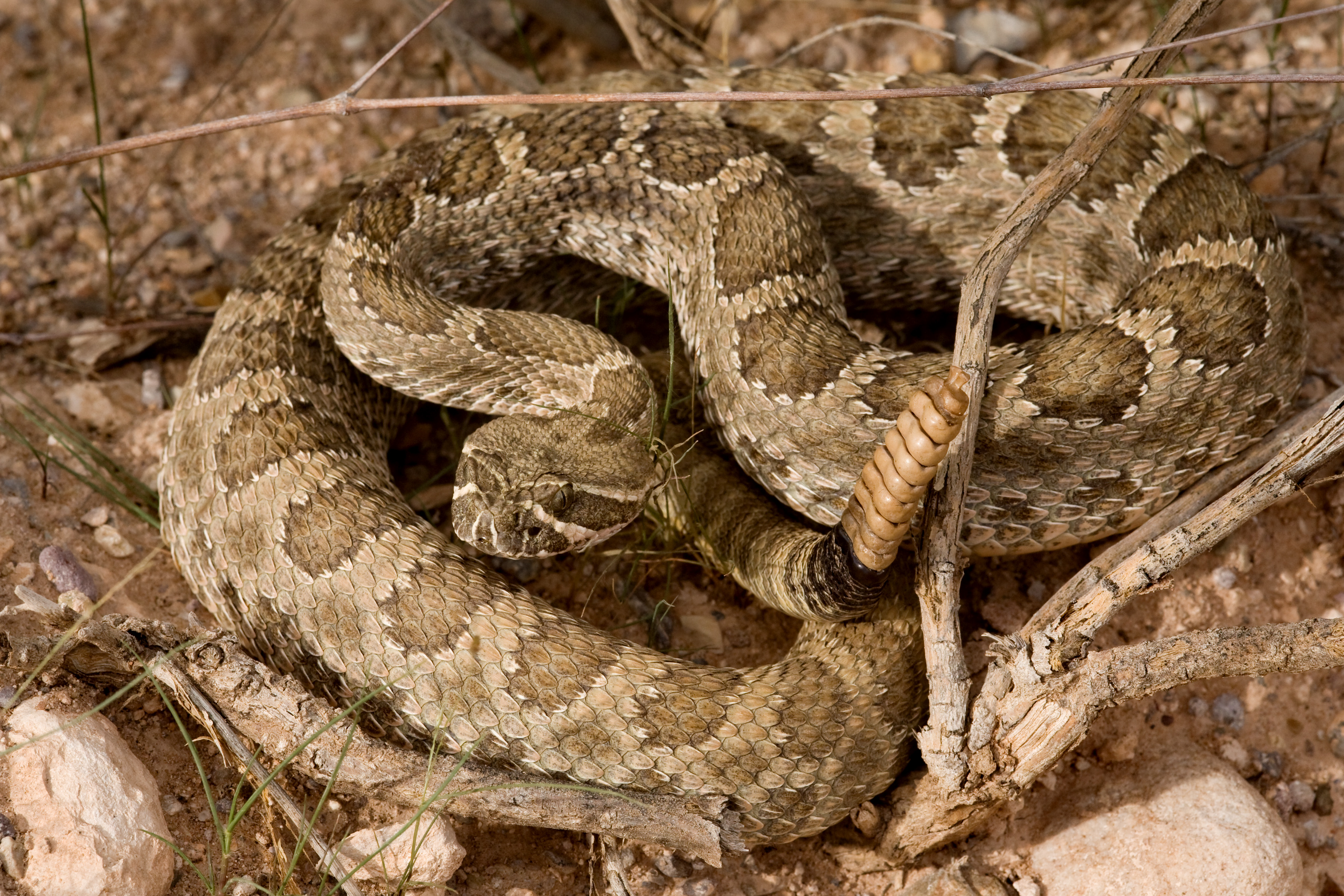
Westliche Klapperschlange mit Schwanzrassel (zum Vergleich)

Die Gophernatter (Pituophis catenifer) ist eine in Nordamerika vorkommende ungiftige Schlange mit mehreren Unterarten. Der Artname leitet sich von den lateinischen Worten catena und fero mit den Bedeutungen „Kette“ und „tragen“ ab und bezieht sich auf die kettenähnliche Rückenzeichnung der Tiere. Der deutsche Trivialname deutet darauf hin, dass sie sich bevorzugt von Taschenratten (Geomyidae) (englisch: gopher) ernähren. Der zuweilen verwendete Name „Pazifik-Gophernatter“ bezieht sich lediglich auf die an der Pazifikküste vorkommende Nominatform Pituophis catenifer catenifer.

## Beschreibung
Ausgewachsene Gophernattern erreichen eine Körperlänge von 180 bis 275 Zentimetern. Farblich gibt es zwischen den Geschlechtern keine Unterschiede. Sie sind mit großen rotbraunen bis schwarzbraunen Flecken auf dem Rücken sowie gleichfarbigen kleinen an den Seiten auf einer hellen Hintergrundfarbe gezeichnet. Das Farbmuster variiert regional stark. Zuweilen ahmen sie die Farben der umgebenden Vegetation nach. Es treten auch Individuen, die gesprenkelt, gestreift oder sogar albinotisch sind auf. Die Bauchseite ist im Allgemeinen weißlich bis gelblich, manchmal mit dunklen Flecken versehen. Sie zeigen in der Regel eine dunkelbraune Linie, die über die Augen bis zu den Kieferwinkeln verläuft.

## Ähnliche Arten
Die Gophernatter wird zuweilen mit der mit Giftdrüsen versehenen Westlichen Klapperschlange (Crotalus viridis) verwechselt, kann aber leicht von dieser unterschieden werden, da sie keine aus Hornringen bestehende Schwanzrassel am Körperende zeigt. Außerdem ist der Kopf der Gophernatter deutlich schmaler als bei einer Klapperschlange. Es ist davon auszugehen, dass die Gophernatter die Ähnlichkeit von Gestalt und Farbmuster nutzt, um im Sinne einer Mimikry anderen Tieren gegenüber eine Giftigkeit vorzutäuschen. Wenn sie von einem Raubtier bedroht wird, ahmt sie das Verhalten von Klapperschlangen nach, indem sie sich zusammenrollt, den Kopf hebt und schnell den Schwanz schüttelt. Ihre Klapperschlangen-Mimikry kann so überzeugend sein, dass viele Gophernattern vom Menschen fälschlicherweise als Klapperschlangen angesehen und getötet werden.

## Verbreitung und Lebensraum
Gophernattern kommen von Süd- und Zentral-British Columbia, dem Süden von Alberta und Saskatchewan durch den Westen und die Mitte der USA bis in den Norden Mexikos vor. Sie bevorzugt Graslandschaften, Prärien, trockene Kiefern- und Eichenwälder, Buschland und felsige Wüstengebiete. Feuchtbiotope werden gemieden. Neben der in Kalifornien und Oregon verbreiteten Nominatform Pituophis catenifer catenifer ist sie im Südosten der USA durch die Unterart Pituophis catenifer affinis und in der Mitte durch die Präriebullennatter (Pituophis catenifer sayi) vertreten. In der Literatur werden zwischen sechs und acht weitere Unterarten geführt, die teilweise isolierte Lebensräume bewohnen. Einige davon wurden als eigenständige Arten vorgeschlagen. Weitere Untersuchungen zu dieser Thematik sind notwendig.

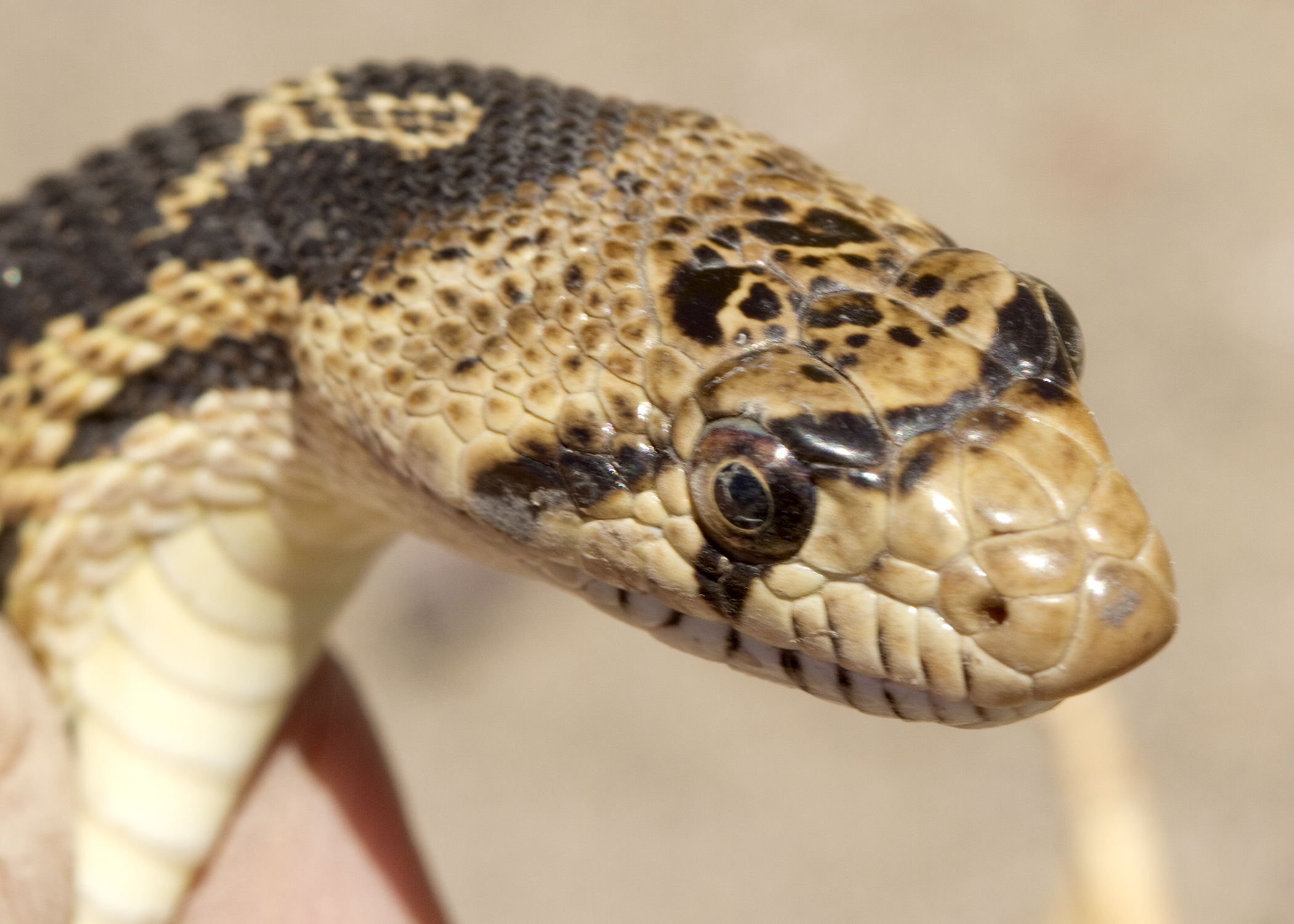
Detailansicht des Kopfes
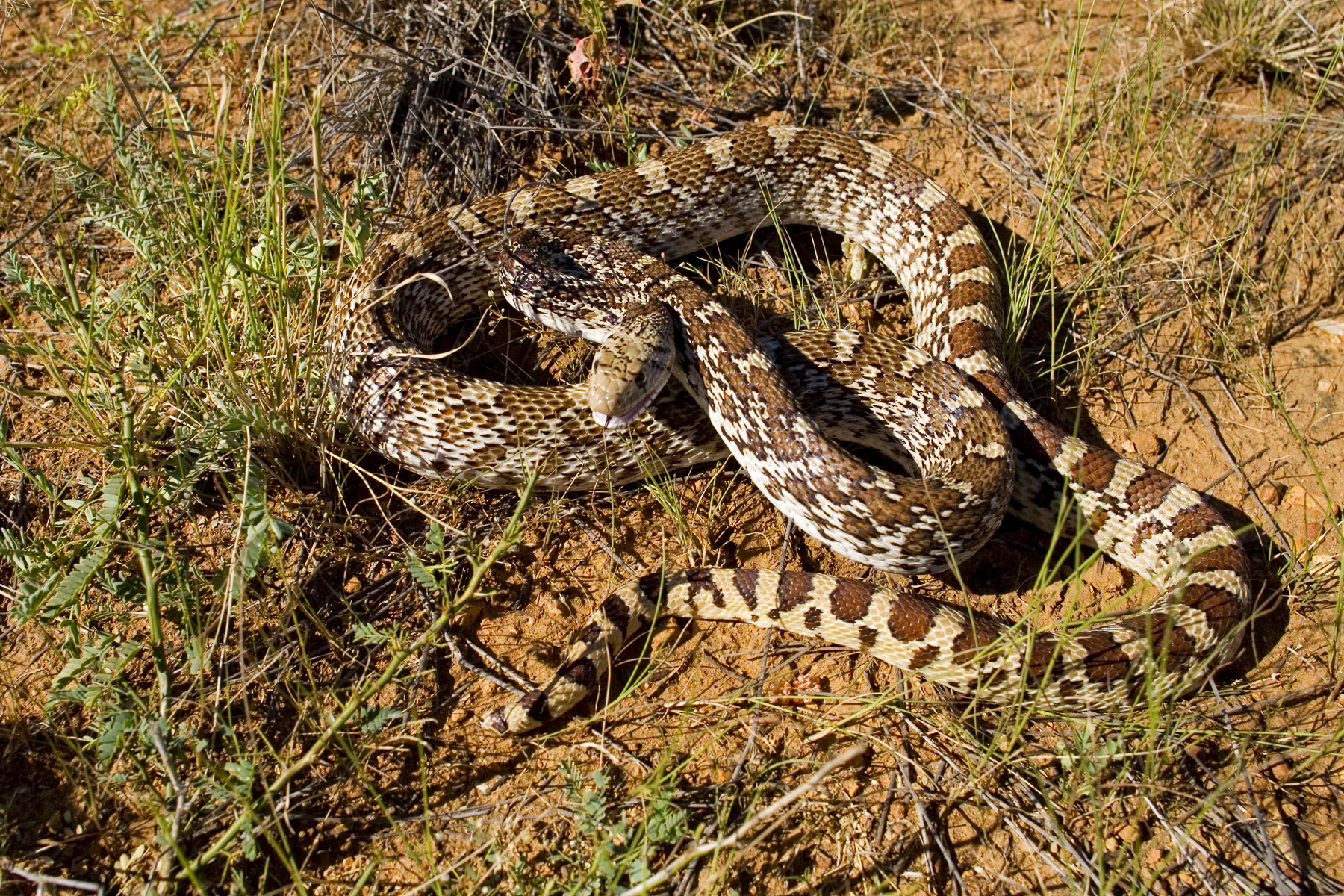
Pituophis catenifer affinis
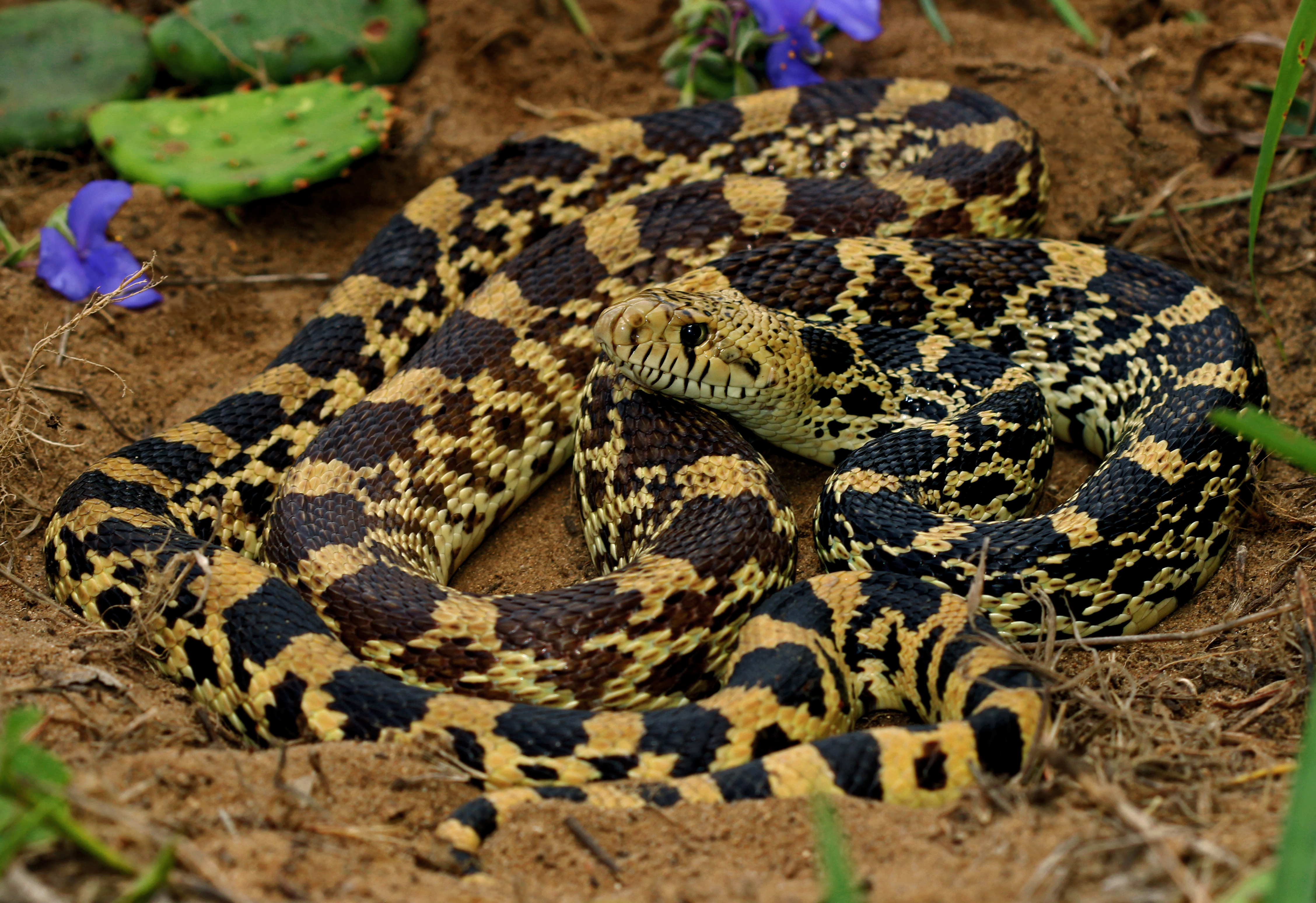
Pituophis catenifer sayi
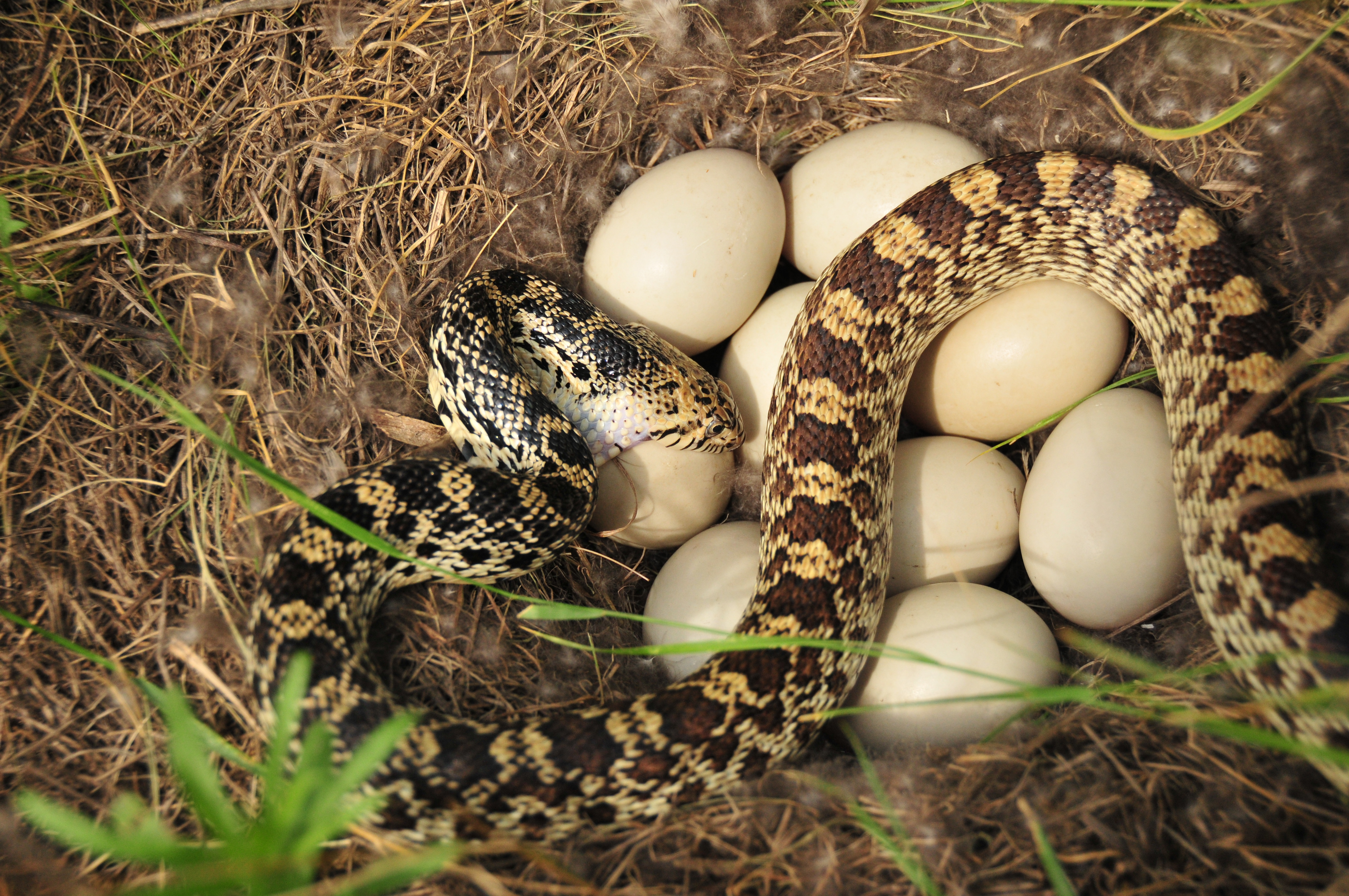
Gophernatter, die ein Stockentenei frisst

## Lebensweise
Gophernattern leben einzeln, außer während der Paarungszeit. Untersuchungen haben ergeben, dass sie bis zu 90 % ihrer Zeit in unterirdischen Höhlen verbringen. Zur Nahrungssuche sind sie hauptsächlich am Tag aktiv, nur gelegentlich auch nachts. Sie bewegen sich schnell am Boden, können jedoch auch gut schwimmen und klettern. Wie andere Schlangen durchlaufen sie zuweilen Ruhephasen nach langer Jagd oder wenn das Nahrungsangebot knapp ist. Je nach Verbreitungsgebiet fallen die Schlangen in einen mehr oder weniger ausgedehnten Winterschlaf. Dieser dauert in nördlichen oder höher gelegenen Gebieten bis zu vier Monate, in den südlichen und flacheren Gebieten können es auch kürzere Phasen sein. Sie brüten einmal jährlich, normalerweise von Juni bis August. Einige Weibchen brüten zweimal. Sie legen ihre Eier in Nester, die gelegentlich mit anderen Weibchen gemeinschaftlich genutzt werden. Nach dem Legen erfolgt keine weitere Brutpflege. Die Eier haben eine Inkubationszeit von 65 bis 75 Tagen. Sobald die bis zu 24 Jungtiere aus den Eiern schlüpfen, sind sie auf sich allein gestellt. Nach vier Jahren erreichen die Weibchen die Geschlechtsreife, die bei den Männchen bereits nach rund 1,5 Jahren erreicht wird.

## Ernährung und Feinde

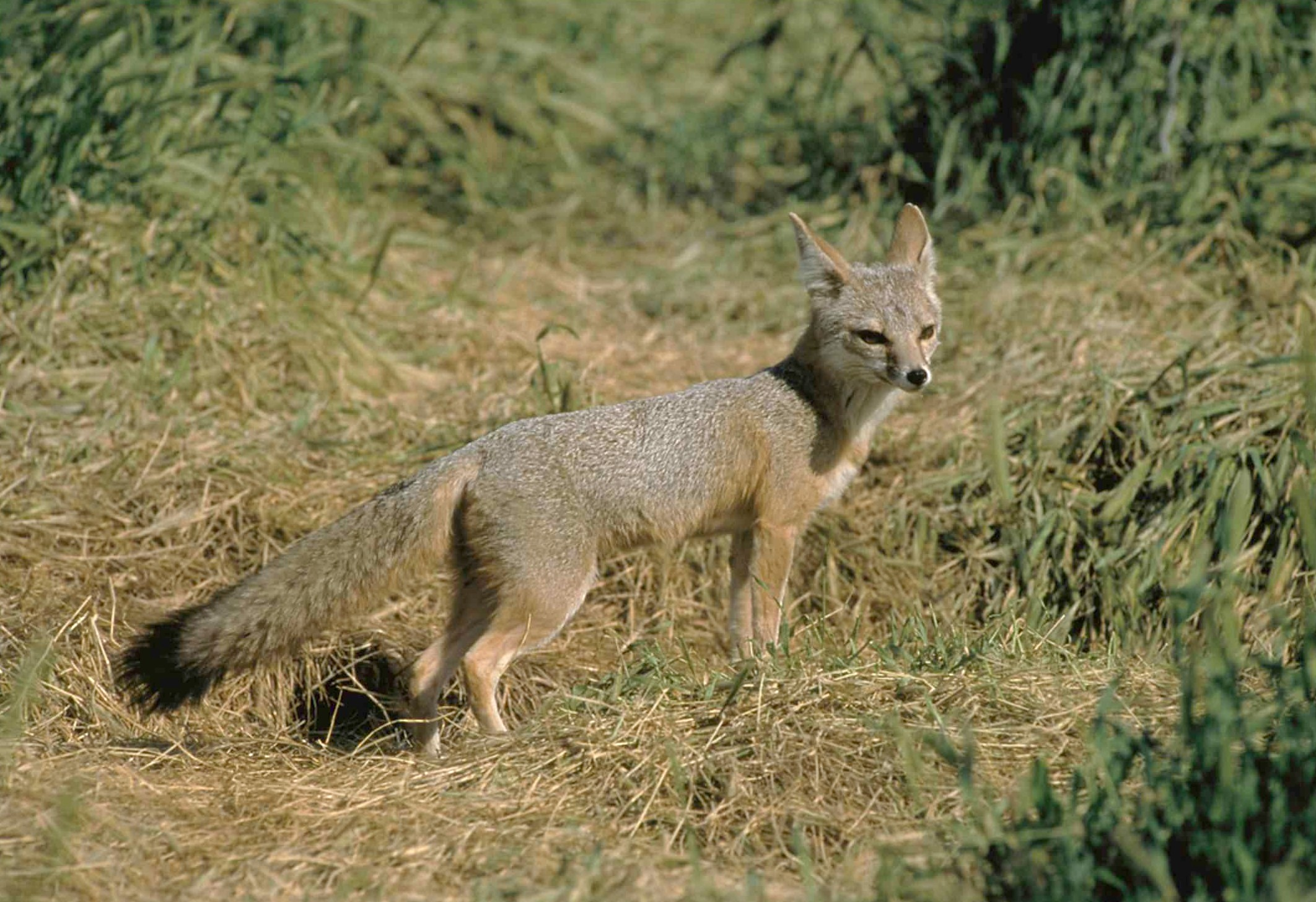
Kitfuchs, ein Hauptfressfeind

Die bevorzugte Nahrung der Gophernattern besteht aus Mäusen sowie kleinen bis mittelgroßen Ratten, im Besonderen werden Taschenratten gejagt. Die Beutetiere werden durch Umschlingen erdrosselt und anschließend mit dem Kopf voran im Ganzen verschlungen. Teilweise werden auch Vögel und deren Eier gefressen, wobei sie auch auf Bäumen nach Beute suchen und selbst in den Baumhöhlen des Blutgesichtspechts (Melanerpes lewis) zuweilen erfolgreich sind. Amphibien, Reptilien und Insekten werden nur selten als Nahrung angenommen.
Zu den häufigsten Fressfeinden der Gophernatter zählen Kitfuchs (Vulpes macrotis), Kojote (Canis latrans) und Rotschwanzbussard (Buteo jamaicensis).

## Gefährdung
Die Art ist in ihren Vorkommensgebieten nicht selten und wird demzufolge von der Weltnaturschutzorganisation IUCN als „Least Concern = nicht gefährdet“ klassifiziert.